# ボンバーマンシリーズ
ボンバーマンシリーズ (Bomberman Series) は、ハドソンのコンピュータゲームシリーズ。
1998年時点でシリーズ累計1000万本を達成。
株式会社ハドソンは2012年にコナミデジタルエンタテインメント (KDE) に吸収合併され、以降KDEがシリーズの著作権を保有している。

## 概要
基本的な内容としては、キャラクターを動かしながら爆弾（ボム）を配置し、十字型に広がる爆風を利用して敵を倒していくアクションゲーム（シリーズ・作品によってはゲームジャンルやゲームシステムが異なる場合もある）。爆風はアイテム「ファイアーアップ（ファイアー）」を取るたびに1マスずつ広がり、またアイテム「ボムアップ」を獲得するとステージ内に同時に置ける爆弾の数を1つ増やすことができる。爆弾は設置後一定時間で爆発するが、任意のタイミングで起爆できるようになるアイテム「リモコン」といった、爆発する時間に影響を与えるアイテムなどを取得した場合にはこの限りでない。途中に破壊可能な「ソフトブロック」や、破壊不可である「ハードブロック」や、アイテム等がある場合、原則として爆風はそこで遮断される。自キャラは敵や爆風に触れるとやられてしまうが、アイテム「無敵スーツ」を取ることで一定時間爆風や敵に触れても平気となる。この他にも様々なアイテムが登場するが、作品によって少しずつ違いがある。また、アイテムの名称も作品によって異なる。
作中では主人公である「ボンバーマン」をはじめ、様々なキャラクターが登場する。例えばボンバーマンをサポートするキャラクターとして乗り物となるキャラクターの「ルーイ」や「ティラ」等が登場する他、共に冒険をしてくれる「ポミュ」や助言をしてくれる「Dr.アイン」などのキャラクターが登場する。他にも敵キャラクターには悪の天才科学者「バグラー」や、悪の組織“ヒゲヒゲ団”の総帥「ムジョー」を始め、個性に富んだキャラクターが多い。
ボンバーマンシリーズの造語として、シリーズ作品をプレイすることを「ボバる」、シリーズ作品をプレイする人を「ボバリスト」ともいう。

## ゲームタイトルの変遷とシリーズの誕生

### ゲームタイトルに関する一説
ここではかつて高橋名人（元ハドソンのスタッフ）がゲームタイトル名に関して述べていた内容を扱う。
8ビットパソコン (PC-8801) 用として1983年7月に作られた『爆弾男』というゲームソフトがあり、それを欧州で販売する話が持ち上がり、題名を一旦『BOMBER MAN』にすることにしたが、当時ドイツの空港で爆弾テロが起きたため、それを連想させる"bomber"はまずいだろうということで取りやめになったという。また、1985年にファミリーコンピュータに移植する際に同様の話が出たが、『爆弾男』と『ボンバーマン』のいずれにするか悩んでいた所に、皇居半蔵門にロケット弾（火炎弾）が打ち込まれるという事件が発生したため、日本では逆に“爆弾”ではまずいということになり表題をボンバーマン (BOMBER MAN) としたとのことである。ただし、実際のところこの事件は初代ボンバーマンの発売から約3か月後の1986年3月25日に発生しているため、上記とは矛盾する。

### シリーズの誕生
1985年にはファミリーコンピュータ向けに中本伸一が『爆弾男』のゲームシステムをヒントに制作したシリーズ第一作『ボンバーマン』（以下、初代ボンバーマン）が発売され、以後シリーズ化することとなった。
初代ボンバーマンは先行する人気作品『ロードランナー』（ファミコン版）の敵役とデザインがほぼ同じとなっており、「爆弾製造に従事させられていたロボットの一体が、“地下迷宮を抜けだして地上に出れば、人間になれるらしい。”との噂を聞いて決心し、自身が製造していた爆弾だけを武器に脱出を図る」という物語をつくり「ボンバーマンを攻略して見事人間になる事が出来た彼はロードランナーとして、地下へと入っていった」ということにして両者を関連づけたが、後の作品ではこの世界観は使われなくなった。

## 発音
本来英語の"Bomber"は4文字目の"b"を発音しないため「ボマー(バマ)」という発音が近いが、このシリーズでは「ボンバー」と呼称し、「ボンバーマン」と読む。海外に関しても同様で基本的に「ボマー」という発音はせず、「Bomberman」は「ボンバマン」（頭に第一強勢）のように発音する。

## 歴史
『スーパーボンバーマン 公式ガイドブック』や『新ボンバーマン全百科』（いずれも小学館）によると、ハドソンのゲームクリエイター・プログラマーである中本伸一がファミコンソフトの材料探しに過去に同社が開発・販売したPC用ゲームソフトを掘り起こしたところ『爆弾男』を発見し、ファミコン向けにアレンジして発売できないか、というのが最初の発想だったとされる。なお、高橋名人の『ファミコン戦士に告ぐ 名人はキミだ! オレの秘技まるごと初公開』では、当時「ファミコンは子供のオモチャ」と思われていた状況から、大人が楽しめる、ストレス発散ができるソフトというのが最初の発想だったとあるが、後に高橋本人により否定された。
ハドソンが移植を担当したファミコン版『ロードランナー』の主人公ランナー君がかつては悪の手先として働かされたロボット（グラフィックはファミコン版『ロードランナー』の敵キャラのもの）だったという、ロードランナーのスピンオフストーリー的な作品と位置づけられた。
後に、グラフィックをリアルにして、ストーリー性を持たせた『ボンバーキング』という『ボンバーマン』を派生させた作品をファミコン等で出す。
PCエンジン版ではボンバーマンを「ハドソンのマリオ」にしようと努めた藤原茂樹（後にシリーズプロデューサーを務める）がマルチタップを使った多人数のバトルゲームを考案し、パーティーゲームとしての人気を博した。こうしてボンバーマンは藤原の目指したようにハドソンの看板タイトルのひとつとなり、バトルゲームは以後多くのシリーズ作品に搭載されることとなる。
1991年のファミリーコンピュータ用ソフト『ボンバーマンII』では、任天堂の据置型ゲーム機における作品で初めてバトルゲームが搭載された。また、1993年のスーパーファミコン用ソフト『スーパーボンバーマン』によってバトルゲームは更に普及し、以後『スーパーボンバーマン』シリーズとして「5」まで展開した。その他、同年にはイベント用に10人対戦機能を搭載した世界初のハイビジョンゲーム『HI-TEN ボンバーマン』が登場し、1996年の『サターンボンバーマン』では家庭用ゲーム機においてシリーズ初の10人対戦を実現した。
1997年にはシリーズ初の3Dアクション『爆ボンバーマン』が発売され、1998年時点でシリーズ累計1000万本を達成。1999年にはシリーズ初の2バージョンタイトル『ボンバーマンMAX』が発売された。また別ジャンルへの進出もあり、1994年に落ちものパズルゲーム『ボンバーマン ぱにっくボンバー』も登場し、後にシリーズ化した他、1998年にはシリーズ初のレースゲーム『ボンバーマン ファンタジーレース』が発売された。
また、1993年にはボンバーマンから派生した玩具『ビーダマン』シリーズが発売され、漫画やアニメのメディア展開もされた。
かつてのボンバーマンのキャラクターデザインは作品ごとにバラバラで統一されていなかったが、キャラクターとしての知名度が上がり、ハドソンの看板キャラクターとなったことからキャラクターデザインの統一が図られた。デザイン担当としてハドソン入社前に『Bugってハニー』や『桃太郎伝説』といったハドソン作品に関連したアニメの原画を担当していたアニメーターであった、ハドソンのデザイナー水野祥司（1993年にハドソン入社）が抜擢され、後の定番となるキャラクターデザインを確立させた（主要キャラクターのデザインや作風は『スーパーボンバーマン3』で確立された）。『新ボンバーマン全百科』（小学館）では、水野は自身のキャラクターデザインについて「（従来の人のような等身だったデザインから）より動きが出るような形に変えて」いったと発言している。また、水野はシリーズの敵役であるバグラー、ヒゲヒゲ団、凶悪ボンバー5人衆や、ボンバーマンの味方であるルーイ、Dr.アイン、MAX、ポミュなど様々なキャラクターを生み出し、シリーズの世界観を広げていった。2000年に発売された、シリーズ生誕15周年を記念した『ボンバーマンランド』では、より小さくデフォルメされたキャラクターデザインも登場し、ランドシリーズを始め一部作品で使用されることとなる。2002年には世界観やキャラクターデザインを一新したテレビアニメ『ボンバーマンジェッターズ』がテレビ東京系列で放送され、またこれらを題材としたゲーム作品もハドソンより発売された。
（キャラクターデザイン参考：）
1985年の初代ボンバーマン以来多く作曲を務めた竹間淳は、ボンバーマンシリーズの楽曲を担当するにあたって「テクノ・コンセプトの拡張、メロディーの復権、日本のペンタトニックの採用、アラブ音楽の旋法理論およびリズム体系の導入」等の試みを意識していたことを述べている。当時ハドソンでサウンドプロデュースを担当していた笹川敏幸は竹間の楽曲について、「自分のもてる精神力を注ぎ込んで」心に残るメロディーを提供してくれたとし、スタッフやデザインが変わるなかでも、ボンバーマンシリーズのメインテーマとなるメロディーはずっと受け継がれていくことになった（付加的な要素として大きな比重を占めていた）と評している。他にもシリーズの代表的な作曲担当には福田裕彦、星恵太、坂東章平、山本裕直がいる。また、2005年10月には音楽CD「ボンバーマン ザ ミュージック」が発売された。
1990年代前半にはテレビCM等でボンバーマンの声を杉山佳寿子が担当し、1994年以降はゲーム内でも同じく杉山が声を当てるようになった。なお、1999年以降は他の声優がボンバーマン役に起用されるケースも多い。
2005年にはニンテンドーDS『ボンバーマン』で最大8人かつ二画面を行き来しながら行うバトルを実現し、これらの要素は後のシリーズ作品でも採用された。翌年8月3日には、キャラクターデザインや世界観に初代ボンバーマンのエッセンスを取り入れながら大きく一新させたXbox 360用ソフト『BOMBERMAN Act:Zero』が発売された。
2010年に行われたE3 2010でニンテンドー3DS向けに新作が発売されることが発表されたものの、理由は不明のまま発売中止となり、2012年にはハドソンがKDEに吸収された。その後KDEによる家庭用ゲーム機向けのパッケージ版タイトルは2023年10月時点で2本のみであり、ハドソンに比べてKDEはシリーズ作品の発売にかなり消極的となっている。なお、ハドソンから販売された最後の家庭用ゲーム機向けパッケージ版タイトルは、2008年12月発売の『カスタムバトラー ボンバーマン』である（ダウンロード専用タイトルを含めると、ハドソン最後の家庭用ゲーム機向けのシリーズ作品は2009年12月発売の『Bomberman LIVE: Battlefest』）。
これまでに発売されたシリーズ作品に関しては後述。

## オンラインプレイ
有名なものとしては、ボンバーマンオンラインが長期のベータテストを経て正規サービスを開始していた（プレイ自体は無料だが、アバターの装飾用アイテムなどが有料化されている）のが挙げられる。
家庭用ゲーム機でのオンラインプレイ対応ソフトは『サターンボンバーマン XBAND』（1996年、セガサターン、要サターンモデム）がシリーズ初。また、『ネットでボンバーマン』（2004年、PlayStation 2） も後に発売されたが、当時PS BB対応のPS2（厚型のSCPH-55000）が店頭で品薄であったこと、プレイに月額料金が必要となることもあってか2006年1月末日をもってサービスを終了した。
2006年7月20日発売のニンテンドーDS版『Touch!ボンバーマンランド』のボンバーマンバトルパックでは携帯用ゲーム機初、無料でオンライン対戦できるようになった。またシリーズで初めてニンテンドーWi-Fiコネクションに対応した作品でもあった。なお、Wii、PlayStation 3、Xbox 360等の据置型ゲーム機でも、それぞれオンライン対戦対応のシリーズ作品がリリースされている。
2012年3月にはソーシャルゲームとして『100人大戦ボンバーマン』がリリースされた。
また海外では1997年にInterplay Entertainmentが製作したオンライン対応PCゲーム『Atomic Bomberman』が発売されていた他、ハドソンより開発されたドリームキャスト用ソフト『Bomberman Online』が2001年にセガ（アメリカ）から発売された。

## 世界観
本シリーズの世界観の最大の特徴は、あまり細かく設定が決まっていない点にある。そのため、付与された設定が次回作で消滅したり、作品毎に設定が変更されたりすることも多い。また、当時ハドソンでシリーズプロデューサーを務めていた藤原茂樹は「こちらからおしつける世界観は作らないようにしている」といった趣旨の内容の発言をしており、世界観を狭めず、ユーザーに想像の余地を与えた上で、各ユーザーの考えるボンバーマンの世界観を大事にすることを意識しているのが窺える。ここではシリーズ作品の各々の世界観の中でも、多くの作品に共通した部分を扱う。
基本的には世界征服及び宇宙征服を企む者、世界や宇宙に害をなす者が悪として登場し、ボンバーマンがそれらの悪に対して爆弾を武器に戦うといったものになっている。
ボンバーマンが敵と戦う場所は基本的に宇宙が舞台であるものが多く、ボンバーマンが住んでいる惑星は「ボンバー星」とされる場合が多い（地球と考えられる作品もある）。ボンバー星のデザインはボンバーマンの顔の形をしているが、突起物の方は別の惑星だったり、衛星だったりする。
多くの作品において共通してる点としては、科学は相当発達しており、ロボットを簡単に生み出したりする技術力と宇宙船、人工惑星の存在、宇宙用兵器といった宇宙に関する技術力はかなり高いとみられる。
宇宙が舞台である作品では、文化や習慣は各惑星によって異なっている物が多い。例をあげるなら『ボンバーマンMAX』に登場した、原人や野獣が走り回る未開の惑星「原始惑星 ザウルススター」、全てを機械が管理する未来的な科学惑星「機械惑星 フューチャースター」や、『ボンバーマンストーリーDS』に登場した、自然に囲まれ住人は木造建築に住んでいる惑星ノインウッドと、技術力が高く海底に町を作り暮らしている惑星ゼクスマリンなど。
なお、シリーズの中には他作品と世界観を一切共有せずに独自の世界観を築いている作品も存在する（詳しくはキャラクターの項を参照）。

## キャラクター
「世界観」の項でも述べているが、ボンバーマンシリーズには他作品と世界観を一切共有しない作品がいくつか存在しており、登場人物もまったく異なる場合が多い。それらの作品と区別する意味で、およそ共通した世界観を共有している（と思われる）シリーズ作品に登場するキャラクターをWikipediaでは「基本キャラクター」と呼び、世界観そのものを「通常世界観」を呼ぶ（あくまで、公式的に使用されている名称ではない）。
以下は「登場キャラクターや舞台が明らかに違う作品」または「公式的に世界観が違うと断言された作品」であるため、Wikipediaでは「基本キャラクターが登場する作品」や「通常世界観の作品」に該当しないものとして扱う。
- ボンバーマン (ファミリーコンピュータ)[注 20]
- ボンバーキング
- ボンバーボーイ
- Bビーダマン爆外伝シリーズ
- ボンバーマンランドシリーズ
- ボンバーマンジェッターズシリーズ
- BOMBERMAN Act:Zero
- カスタムバトラー ボンバーマン[注 21]
- スーパーボンバーマン R

また以下は通常世界観の作品に登場するキャラクターの中でも、登場頻度の高いものを中心に列挙する。その他のキャラクターに関しては各作品項を参照。

### ボンバーマン
白ボン、黒ボンなど。
詳細はボンバーマン (ゲームキャラクター)を参照。

### ボンバーマンの味方
ルーイ
- 登場作品：『94』、『スーパーボンバーマン3・5』、『ヒーロー』、『ファンタジーレース』、『ボンバーマン（PS）』、『ストーリー』、『ボンバーマン3Dアイランド』、『Bomberman（N-Gage）』

『ボンバーマン'94』から登場。タマゴから生まれる不思議な動物。ボンバーマンを背中に乗せ、行動のサポートをする。基本カラーは緑。ルーイは多くの種類があり、能力も違う。モデルとなっている動物は不明で、ハドソンのスタッフの中でもウサギに似ている、カンガルーに似ているなどの様々な意見があった。
ルーイの種類・能力については『94』『スパボン3』『スパボン5』『ファンタジーレース』を参照。
通常世界観の作品とは異なるが、『ボンバーマンランド』シリーズや『ボンバーマンジェッターズ』ではデフォルメされた体型のデザインとなっている。
ティラ
- 登場作品：『サターンボンバーマン』、『ファンタジーレース』

『サターンボンバーマン』から登場。ルーイ同様、ボンバーマンを背に乗せて戦ってくれる、恐竜に似た動物。基本カラー青。ルーイ同様多くの種類があり、能力も違う。ティラの種類・能力については『サタボン』『ファンタジーレース』を参照。
ポミュ
- 声 - 中山真奈美（『爆ボンバーマン2』）
- 登場作品：『爆ボンバーマン2』、『MAXシリーズ』、『ストーリー』、『ジェネレーション』

『爆ボンバーマン2』から登場。特殊能力と属性を持つ生き物「キャラボン」の一種。キャラボンとして登場する作品では電気の属性（ポミュ系）のキャラボンに分類される。一人称は「ボク」。キャラボンバトルで使用する特殊攻撃は地面に頭突きをして発生する電撃を相手にぶつける「サンダーヘッド」。
『爆ボンバーマン2』ではタマゴの中で眠っていたところを、珍しそうな見た目のタマゴだったため、タマゴごとボンバーマンに温泉惑星Ksa2から持ち帰られる。廃棄惑星アルカトラーズの牢の中にタマゴのままボンバーマンと共に投獄され、牢の中で目覚めボンバーマンと出会う。ボンバーマンが集めたエサアイテムに応じて様々な姿に成長・進化し、ボンバーマンの手助けをする。
『ボンバーマンMAX』では原始惑星ザウルススターでボンバーマンに救出され、仲間になる。
『ストーリー』では迷いの森で蔦に絡まっているところをボンバーマンに救助されて仲間になり、ワープ能力でボンバーマンの手助けをする。
『MAX2』では移動速度が最大になる特殊能力「フルスピード」でボンバーマンたちを手助けする。
『ジェネレーション』ではワールド2のエリア5に登場し、仲間にすると特殊能力「リモコン」でボンバーマンを手助けしてくれる。
ケポ
- 登場作品：『サターンボンバーマン』、『サターンボンバーマンファイト!!』、『ファンタジーレース』、『クエスト』

Dr.アインが作り出した万能ロボット。人懐っこい性格。体は丸くウサギのような長い耳が生えている。
『サターンボンバーマン』ではタイムマシーン「ケポ号」の本体コンピュータの役割を担っている。
『サタボンファイト!!』では本編には直接関与しないが、マスコットキャラクターのような役割で登場している。
『ファンタジーレース』ではレース開始前のシグナルなどの役割で、レース会場のいろいろなところで活躍する。
『クエスト』ではセーブポイントとしての役割で登場する。
Dr.アイン
- 声：青野武（『サターンボンバーマン』、『ジェネレーション』）
- 登場作品：『サターンボンバーマン』、『ファンタジーレース』、『MAXシリーズ』、『ストーリー』、『ジェネレーション』、『ストーリーDS』

ボンバー星雲で一番のボム科学の権威者で、50歳。ボンバーマンの良き理解者であり、宇宙基地ボンバーベースで宇宙の平和を見守っている。人に優しく涙もろい性格。演歌が大好き。自慢のメカやアドバイスでボンバーマンのサポートをする。一人称は「ワシ」。『ファンタジーレース』では全宇宙の平和を願って、宇宙最大のアトラクションステーションである「ボンバーマンファンタジーランド」を建設した。『ジェネレーション』ではボム科学研究所を率いている。『ストーリーDS』ではジャスティスライツ研究所の主任研究員を務めている他、特殊な効果をもつ「カラーボム」を開発した。その他にも同じくジャスティスライツ研究所に勤めている研究員ジールが発見した物質「ボラトル」のエネルギーを利用したボムを研究していたが、試作品の威力があまりにも恐ろしいものであったため、ボラトルの危険性をジャスティスライツの総帥であるウォルフェマンに伝えた。
MAX（マックス）
- 声：成田剣（『ジェネレーション』）
- 登場作品：『MAXシリーズ』、『ストーリー』、『ジェネレーション』、『オンライン』

全てが謎に包まれた闇の戦士。改造されたその右手には様々な能力が秘められている。ボンバーベースに勤めていて、ボンバーマン（白ボン）とは同僚であり良きライバルでもある。クールな性格で全てに冷たい態度を取るが、機械化を目論む敵に対しては怒りをあらわにする。雷属性の爆弾「ライトニングボム」を使用する。ライトニングボムは雷マークが付いた『爆ボンバーマン2』に登場するものと同じデザインで、爆発する音や爆風の形状も、ボンバーマンが使用する通常のボムとは異なる。また、ボンバーマン同様宇宙が舞台の時はマックス専用の宇宙船「マックススピーダー」を使用する。一人称は「俺」。凶悪ボンバー5人衆のゴーレムボンバー、ブレインボンバーはマックスの正体を知っていた節がある。
『ボンバーマンMAX』ではどちらが先にキャラボンを助けられるかの競争をボンバーマンに持ちかけ、さらにグッドエンドにおいてはボンバーマンとのミッションでの競い合いでは決着が着かず、救出したキャラボン同士での戦いで競おうとした。
『ストーリー』では、惑星ファンタリオンからボンバーベースに届いたSOSに基づいて、Dr.アインからファンタリオンの異変調査の命令を受け出動し、惑星に建設されている謎の要塞内に入ったが、プラズマロックの攻撃にあい気絶してブレインボンバーに洗脳される。しかし、マックスはボンバーマンに情報とメダリオンを渡すために4つの基地に自身のホログラムを出現させた。また、惑星ファンタリオンの人々から同名で姿が少し異なる人物の話をうかがえるが、こちらのマックスとの正確な関係は不明。ファンタリオンのマックスは英雄と讃えられるが、かつての凶悪ボンバー5人衆との戦いの際に、要塞の爆発に巻き込まれ行方不明になったとされている。
『MAX2』ではヒゲヒゲ団の策略でボンバーマンと共に体をアリのように小さくされてしまい、ミニミニマシーンを破壊し元に戻るためにボンバーマンと協力する。
『ジェネレーション』ではDr.アインから四散したボム・エレメントの回収命令を受けボンバーマンと共に惑星テンタコルに向かったが、ボンバーマンとは別行動をとるかわりに、ゲーム中の条件を満たした状態でボンバーマンがボス戦中にピンチになると助けに入ってくれる。またノーマルゲームで「イナズマカード」を全て集めるとバトルゲームで使用可能になる。
『カスタムバトラー』ではマックス自身は登場しないものの、マックスをモチーフとしたユニット（装備品）が登場する。ユニットやスキルの解説によるとマックスはグリッドシティにおいて「人知れずこの星の危機を救った伝説の英雄」であるとされている。

#### キャラボン
ボンバーマンを手助けする、属性と特殊能力をもったキャラクターの総称（作品によっては上記の「ポミュ」も含まれる）。
詳細はキャラボンを参照。

### バグラー/プロフェッサーバグラー
- 声：龍田直樹（『スパボン4』、『ファンタジーレース』）、永井一郎（『ワールド（PS）』）、石丸博也（『ぱにボンシリーズ』）
- 登場作品：『94』、『ぱにっくボンバー（AC）』、『ぱにっくボンバー（PCE-SCD）』、『スーパーボンバーマン3・4・ぱにっくボンバーW』、『ヒーロー』、『ウォーズ』、『ワールド（PS）』、『ファンタジーレース』、『ネオ・ボンバーマン』、『ポータブル』

ボンバーマンの宿敵で、宇宙征服を目論む悪の天才科学者。「プロフェッサー・バグラー」と表記されることもある。「悪の化身」、「悪の帝王」と表現されることもあるが、『ポータブル』では自身を「闇の帝王」と称している。凶悪ボンバー5人衆、ボンバー四天王、ボンバーグレート、デビルボンバー、アトミックボンバーの生みの親。闇の力を使用する魔法使いのような所もある。
初出は『ボンバーマン'94』。現在の姿と初期の姿では大きく異なる。現在の、青い肌で額に赤い「B」の文字があり、左目に片眼鏡をかけ、白い髭を蓄えた姿が登場したのは『スーパーボンバーマン3』が初。
バグラー自身の力は強く、爆炎に当たるのを避けるためバリアを張ったり、テレポートで爆弾との距離を離したりする。
科学者としての能力は高く、例をあげるのなら凶悪ボンバー5人衆やボンバー四天王とボンバーグレート、デビルボンバーなど様々なボンバーマンを生み出したり、巨大ロボットと戦艦を製造したり、ボンバーマンに倒された巨大ロボットの修復と強化も施したりなど。
洗脳術にも精通しているが、それほど強力ではない。
一人称は「ワシ」だが、時々「私」を使う。
また、『ボンバーマンワールド(PS)』ではバグラーは倒されても蘇る事ができるらしく、現に死んだと思われていたが何事もなく復活している。
『ボンバーマン'94』では、ロボット軍団とともに、ボンバー星の精霊の力の源である「精霊の絵」を破壊してしまった。
『スーパーボンバーマン3』では、『スパボン2』でボンバーマンに敗れ、どこぞの星にて朽ちていた凶悪ボンバー5人衆を回収し蘇らせた後、ボンバー星雲を襲撃させた。
『スーパーボンバーマン4』では、バグラーヘッドとして復活。詳細は下記を参照。
『ボンバーマンワールド』では、ブルークリスタルに封印された4人の「ダークフォースボンバー」を解放・強化し、世界征服に乗り出す。
『ワールド』の数百年前が舞台である『ボンバーマンウォーズ』では、バグラーの前世である悪の錬金術師「ダークボンバー」が登場し、暗黒4人騎士団ダークフォースボンバーと共に精霊の力を手に入れるため4つの精霊の神殿「エレメンタルプレーン」を襲い、世界を我が物にしようとした。詳細は下記を参照。
『ボンバーマンヒーロー 〜ミリアン王女を救え!〜』では、予め保管してあった自らの生体データが記録された4枚の極秘ディスクによって、再現という形で復活を果たし、ワルドス帝国のボスとなる。
『ボンバーマン ファンタジーレース』ではプレイヤーキャラクターとして登場し、宇宙征服の資金集めを目的にレースに参加した。
『ボンバーマンポータブル』ではメカ軍団を率いてボンバーマンたちの住む惑星群を襲撃し、宇宙征服を目論む。
非ラスボスとして登場する作品は『スーパーボンバーマン ぱにっくボンバーW』、『ぱにっくボンバー（PCE-SCD）』がある。
『ボンバーマン ぱにっくボンバー』では、パッケージには魔王バグラーが復活したとあるが、『ボンバーマン'94』に登場した同名人物が復活したのか、アーケード版で倒された彼が復活したのかは不明。外見は『サタボンファイト!!』に登場したバグロォに似た初期の姿となっている。アーケード版では彼が最終ボスだった。本作でも当初は彼が最終ボスのように見えるが、実は浮遊城の入り口を守っているに過ぎない。声や喋り方がチンピラである。
『ボンバーマンマニアックス』（1995年、編集アスキー、発行アスペクト）の開発者インタビューによると、「（まだ徐々に設定を決めつつある段階だが）ボンバーマンの生みの親「ボンバーマザー」の弟だということにしている」という。その一方、『新ボンバーマン全百科』（1998年、小学館）では「（ウルトラの父・母のように）ボンバーマンの父と母」の設定をつけようとしたが、世界観を狭めてしまうためボツにしたと藤原茂樹（当時のシリーズプロデューサー）が語っており、ボンバーマザーとの関連性及び真相は不明。
『ポケットボンバーマン』のラスボス・バビロンと顔が似ているが、関係性は不明。
バグラーヘッド
電子電脳メカ。『スパボン3』でボンバーマンに倒されたバグラーが脳だけになって生き延び、自らの脳をメカに移植し復活を遂げた姿で、『スーパーボンバーマン4』の最終ボス。ボンバーマンを抹殺するべくボンバー四天王とボンバーグレートを造りだし、ボンバーマンたちが乗った旅客シャトルを破壊させ、時間のはざまに落とし異なる時代へ飛ばしてしまった。過去を変え未来を操作しようと企んでいる。
ダークボンバー
- 声：永井一郎

暗黒4人騎士団「ダークフォースボンバー」を束ねる悪の錬金術師。『ウォーズ』のラスボス。その悪の心は輪廻転生し、バグラーとして生まれ変わる。精霊の力を以て世界を手に入れるため、ダークフォースボンバーと共に4つの精霊の神殿「エレメンタルプレーン」を襲撃した後、ボンバーキングが治める「ボンバーランド」を襲う。バグラー同様テレポートをすることが可能。4つの精霊玉の力を使ってエレメンタルパワーを使いこなす。一人称は「わたし」。

### ヒゲヒゲ団
ムジョーを総帥とする世界征服（宇宙征服）を企む悪の組織。『サターンボンバーマン』では伝説魔神を復活させてその力を以て世界征服を企む。『MAX2』ではミニミニ作戦と呼ばれる作戦で、秘密兵器「ミニミニマシーン」を使いボンバーマンとマックスをアリのように小さくする。『ジェネレーション』では未知のエネルギーを秘めた6つの物体「ボム・エレメント」を狙い輸送中の貨物船を襲撃し、付近の惑星に落下し散り散りになってしまったボム・エレメントを巡り、ボンバーマンと争奪戦を繰り広げる。
ムジョー
- 声：郷里大輔（『サターンボンバーマン』、『ジェネレーション』）、石井康嗣（『ドリームミックスTV ワールドファイターズ』）
- 登場作品：『サターンボンバーマン』、『MAX2』、『ジェネレーション』、『ボンバーマン3Dカート』、『ドリームミックスTV ワールドファイターズ』

悪の組織"ヒゲヒゲ団"の総帥で、45歳。世界を我が物とするために様々な悪事を働くが、その度にボンバーマンたちに野望を阻止されている。
金髪で、サングラスをしている、プロレスラーのような風貌の筋骨隆々の男。単細胞で、おだてられると何も考えず実行する。一人称は「ワシ」「俺」「我輩」。
キャラクターデザインを担当した水野祥司によるとモデルは『サタボン』開発当時のハドソンの常務中野忠博であり、「ムジョー」という名前も、常務（ジョーム）のアナグラムである。
『サターンボンバーマン』では、最終ステージで巨大ロボットに乗ってボンバーマンに戦いを挑んでくる。
『サタボンファイト!!』では戦闘員12号のエンディングに台詞のみ登場する。
『MAX2』では直接ボンバーマンやマックスと戦うことはなく、オープニング及びエンディング、ゲームオーバー画面に登場する。
『ジェネレーション』でも直接ボンバーマンと戦うことはないが、戦艦アームジョーでボンバーマンと対峙し、暗黒のパワーで変貌したボム・エレメント「カオスエレメント」を嗾ける。
Dr.メカード
- 声：佐藤正治（『サターンボンバーマン』）
- 登場作品：『サターンボンバーマン』

ヒゲヒゲ団におけるボム科学の天才科学者で、50歳。Dr.アインとはボム科学を二分する実力を持つ。本人の体は左半分が機械化しており、顔と体を分離することも出来る。人情に左右されない、冷酷かつ残忍な性格で、涙が一番嫌い。様々なメカを作り出し、ボンバーマンに襲いかかる。一人称は「ワシ」。『サターンボンバーマン』での事実上の最終ボス。

#### 戦闘員
- 登場作品：『サターンボンバーマン』、『サターンボンバーマンファイト!!』、『ファンタジーレース』、『ストーリー』、『MAX2』、『ジェネレーション』、『ボンバーマン3Dカート』、『ぱにっくボンバー（PSP）』、『ドリームミックスTV ワールドファイターズ』

ヒゲヒゲ団の戦闘員。Dr.メカードが造った、ムジョーの下で働く人間型ロボット。オートメーション化されたヒゲヒゲ団の秘密基地で日夜作られている。服装と武器によって能力が違う。作品によって「イー」と鳴いたり人語を喋ったりする場合、「ヒゲ」と鳴く場合がある。「ヒゲポーズ」と呼ばれるポーズをすることがある。
『サタボン』ではノーマルゲーム中の様々なステージに登場し、ボンバーマンに襲いかかる。
『ファンタジーレース』ではUFOに乗ってプレイヤーをビームで攻撃するトラップとして登場する。
『ストーリー』では、ヒゲヒゲ団は登場しないものの、戦闘員が敵キャラクターとして登場する。
『MAX2』では直接ボンバーマンやマックスと戦うことは無いが、障害物として登場する。
『ジェネレーション』では敵キャラとしてノーマルゲームに登場するだけでなく、"ぬりかえバトル"や"コインでバトル"などのルールにおいて、接触してもアウトにならず爆風を当てることでアイテムをばらまく役割でバトルゲームにも登場する。
『ぱにボン(PSP)』では「COMアタック」において、最高難易度のLEVEL5のキャラクターとして登場する。
また、通常世界観の作品ではないが『ボンバーマンランドシリーズ』にも多く登場する。

### 凶悪ボンバー5人衆
プロフェッサーバグラーによって生み出されたボンバーマン達で、基本的にプラズマボンバーをリーダーとしている。
詳細は凶悪ボンバー5人衆を参照。

### ハニーと小鉄
当初はボンバーマンのテレビCM等に登場するハドソンのキャラクターであった。『スーパーボンバーマン4』ではボンバーマン達と共に旅客シャトルに乗っていた。ノーマルゲームでは檻から助け出すと他のボンバーマン同様、おたすけボンバーとしてそのエリアでのみ共に戦ってくれる。バトルゲームではステージ10の「なりきりこすぷれ」のみ、ハニーか小鉄に変身できるアイテムが置かれている。『スーパーボンバーマン5』では隠しボスとしてノーマルゲームに登場。『サターンボンバーマンファイト!!』にも参戦。PS版『ボンバーマン』では特殊能力を持ってバトルゲームに登場する。『ボンバーマンウォーズ』では隠しボスとして登場。アーケードの『ネオ・ボンバーマン』ではノーマルはお助けキャラ、バトルは特殊能力を持って登場する。
ハニー
- 声：大野まりな（『サターンボンバーマンファイト!!』、『ウォーズ』）、杉山佳寿子（『ボンバーマン (PS)』）
- 演：沢口遙[43]、高橋千代美[44]
- 登場作品：『鮫亀』、『スーパーボンバーマン3[注 35]・4・5』、『サターンボンバーマン』、『ボンバーマンコレクション』、『GB3』、『ボンバーマンビーダマン』、『SAME GAME』、『ネオ・ボンバーマン』、『サターンボンバーマンファイト!!』、『ウォーズ』、『ボンバーマン(PS)』、『クエスト』

ガンマンの格好をした女の子。職業は賞金稼ぎ。負けん気が強く我がままな性格で、金銭欲が高く金のためなら盗賊行為もする。一人称は「あたし」。
『スーパーボンバーマン3』のパスワードの入力成功時や書籍「スーパーボンバーマン3 4コマギャグバトル」に掲載されている漫画作品では凶悪ボンバー5人衆の一人であるプリティーボンバーがハニー（当時テレビCMでハニーと呼ばれていた、カチューシャを付けたキャラクター）に姿を変える。
『ボンバーマンGB3』ではステージクリアー後に入れる「アイテム交換所」に登場する。
『スーパーボンバーマン5』では拳銃を発砲して攻撃するほか、爆弾を7マス先まで飛ぶ強力なパンチで除去する（本作のパンチは通常3マス）。
PS版『ボンバーマン』では、発砲して直線状にある爆弾を即爆発させる。使ってもパワーダウンしない。
『サターンボンバーマンファイト!!』で職業は賞金稼ぎと明かされる。戦闘員12号から「乱暴者」と恐れられ、ハニー自身はこの言葉を嫌っているが、まみの母の病気を治してもらうため大会に参加しているゴーレムボンバーを訳も聞かず逮捕しようとする行為のような、戦闘員12号が言う「乱暴者」としての一面が実際にある。
『ウォーズ』では「耳鳴り渓谷」と言われるステージで登場。情報屋から聞いた事をもとにボンバーキング一行を待ち伏せして金を取ろうとした。
パズルゲーム『鮫亀』(SFC)や『SAME GAME』（GB）には案内役として出演。
『ボンバーマンコレクション』では、ゲーム選択画面で登場する。
『クエスト』ではハニー自身は登場しないものの、ハニーが描かれたアイテム「ハニーカード」が登場する。
『ネオ・ボンバーマン』では、プリティボンバーが『スパボン2』で使用していた「不規則に動くハート型のボム」を特殊能力として使用することができる。
小鉄（コテツ）
- 声：私市淳（『サターンボンバーマンファイト!!』、『ウォーズ』）、杉山佳寿子（『ボンバーマン (PS)』）
- 演：村田鉄信[45]
- 登場作品：『鮫亀』、『スーパーボンバーマン4・5』、『サターンボンバーマン』、『GB3』、『ボンバーマンビーダマン』、『SAME GAME』、『ネオ・ボンバーマン』、『サターンボンバーマンファイト!!』、『ウォーズ』、『ボンバーマン（PS）』

侍。性格は真面目で正々堂々とした勝負を好む。女や子供とは戦いたくないと発言している。自分の刀より強そうなハニーのピストルに憧れ、ハニーの弟子となった。「師匠」であるハニーには必ず敬語を使うが、ハニーとの戦いでは手加減なしで戦う。一人称は「拙者」。父親の下から離れており、『サターンボンバーマンファイト!!』の小鉄のストーリーEDでは小鉄が父親宛に手紙を出している。
『スーパーボンバーマン5』では刀で攻撃し、相手の所有アイテムを一つ弾くほか、爆弾を7マス先まで飛ぶ強力なパンチで除去する。
PS版『ボンバーマン』では、刀から衝撃波を飛ばし、アイテムをばら撒かせることができる。ただしレディボンバーと違い、リーチが短い。使ってもパワーダウンしない。刀を持つが基本的に爆弾で戦う。
『ウォーズ』では、「ジボング」と言われるステージで登場する。ボンバーキング一行に勝負を挑む。
パズルゲーム『鮫亀』(SFC)や『SAME GAME』（GB）には案内役としてハニーと共に出演。
『サターンボンバーマンファイト!!』でハニーに鬼のように特訓されていた事が明らかになり、白ボンの下で特訓されている黒ボンからは同情される。また、剣の修行も行っている。エンディングの挿絵ではハニーから修行と称して荷物持ちとして扱われている場面が描かれている。

### ワールドボンバー
- 登場作品：『スーパーボンバーマン3』、『ボンバーマンビーダマン』、『ボンバーマン (PS)』

世界各国から集結したそれぞれの国のボンバーチャンプ。『スパボン3』および『ボンバーマン (PS)』では、バトルゲームでプレイヤーキャラクターとして選択できる。コンピュータ操作の場合、行動パターンがそれぞれ異なっている。『ボンバーマンビーダマン』では観客として登場する。
メタルボンバー、メキシカンボンバー、ボンバーチュン、ボンバーウッホ、ボンバーキッド、ボンバーコサックは小学館の雑誌（月刊コロコロコミック、ゲーム・オン!、小学3～6年生）上の公募「スパボン3 ネーミングコンテスト」で採用されたものである。
ボンバーマン
『スパボン3』では日本代表のワールドボンバーとして登場。詳しくはボンバーマン (ゲームキャラクター)を参照。
ボンバーキッド
声：杉山佳寿子
アメリカ代表のボンバーマン。早撃ちの名人。好物はハンバーガー。キザで格好つけたがる性格だが、実力は大したことがない。しかし、PS版『ボンバーマン』のオープニングではハンマーボンバーを撃破している。
メタルボンバー
声：杉山佳寿子
イギリス代表のボンバーマン。短気で怒りだすと何をするか分からない。ヘビメタを愛する一匹狼だが、シャイな一面もある。なお、『ぱにっくボンバーW』のメタルボンバーは黒色のボディだが、『スパボン3』では青いボディにサングラスをかけた容姿となっている。
プリティーボンバー
声：杉山佳寿子（『スパボン3』、『ボンバーマン (PS)』）
フランス代表のボンバーマン。待ち伏せなど計算高い攻撃が得意。色気で相手を惑わす。基本的に他のワールドボンバーはプレイヤーが担当するボンバーマンの色がそのまま割り当てられるが、 『スパボン3』の凶悪ボンバー5人衆の一員であるプリティーボンバーについてはデフォルトカラーが白黒赤青緑のどれでもないピンクなので、3P（赤担当）が選んだ場合のみピンクとなる。
ボンバーウッホ
声：杉山佳寿子
ケニア代表のボンバーマン。外見は怖いが根は優しい。食いしん坊。ワールドボンバーで1番の力持ち。槍の扱いが上手い。
ボンバーチュン
声：杉山佳寿子（『スパボン3』、『ボンバーマン (PS)』ゲーム中）、龍田直樹（『ボンバーマン (PS)』オープニングデモ）
『サタボン』に登場するボンバーミヤーギの実兄であると同時に中国代表のボンバーマン。ボンバー拳法の使い手。中国四千年の歴史を体現した冷静沈着さで相手を追い詰める。無駄な動きを一切しない一撃必殺のボンバーの達人。
ボンバーコサック
声：杉山佳寿子
ロシア代表のボンバーマン。大らかでのんびり屋。常に笑顔を絶やさないが、努力家でもある。コサックダンスをこよなく愛している。
メキシカンボンバー
声：杉山佳寿子（『スパボン3』、『ボンバーマン (PS)』ゲーム中）、今村直樹（『ボンバーマン (PS)』オープニングデモ）
メキシコ代表のボンバーマン。ひたすらレゲエのリズムに身を任せ踊っている。一見何を考えているかわかりにくいが、実は知性派である。プリティーボンバーと同様に待ち伏せなど計算高い攻撃が得意。

### ボンバー四天王+ボンバーグレート
- 登場作品：『スーパーボンバーマン4』、『ボンバーマン (PS)』

バグラーがボンバーマンを抹殺するためだけに造りだした、ボンバーマン暗殺部隊「ボンバー四天王」と彼らを指揮するエリート「ボンバーグレート」。凶悪ボンバー5人衆の欠点であった武器の強化を施し、重装備で身を固め、思考回路には「バグラーチップ」が埋め込まれている。
『スパボン4』ではノーマルゲームでボンバーマンたちが乗る旅行シャトルを襲撃・破壊し、ボンバーマンたちを異なる時代にタイムスリップさせ、ボスとしてボンバーマンの前に立ちふさがる他、バトルゲームでも使用可能キャラとして登場。PS版『ボンバーマン』でもバトルゲームに使用キャラとして登場。
ボンバーグレートを除いた、ボンバー四天王の名前は小学館の『月刊コロコロコミック』と『ゲーム・オン!』の一般公募から採用されたものである。
バトルゲームではジェットボンバー・ボンバーバズーカ・ボンバーグレートは特殊能力を使用すると、一定時間のあいだ火力・爆弾数・移動速度が最弱状態になり、その間特殊能力も使用できなくなってしまうため不利な状況になるが、『4』では隠しパスワードを入力すれば、特殊能力が使い放題となる。
また、『スパボン4』が発売された当時に『別冊コロコロコミック』で連載されていた『ボンバーマン ビーダマン 爆外伝 勇者降臨編』にも、『スパボン4』のボスメカとともに登場している。
ハンマーボンバー
声：杉山佳寿子（『スパボン4』、『ボンバーマン (PS)』ゲーム中）、今村直樹（『ボンバーマン (PS)』オープニングデモ）
隻眼が特徴。力任せに攻撃してくる暴れん坊で、凄まじい怪力の持ち主。貫通ボムを標準装備し戦う。左腕に装具しているハンマー（トゲ鉄球）は、敵に命中するとアイテムをばら撒かせる効果がある。
ジェットボンバー
声：杉山佳寿子（『スパボン4』、『ボンバーマン (PS)』ゲーム中）、龍田直樹（『ボンバーマン (PS)』オープニングデモ）
高速移動が大好きなスピード狂。ズル賢い二重人格者。背中に装着されたジェットロケットを用いて突進してくる。ジェットの後方噴射は爆風と同じ効果があり、飛行中は無敵。
レディボンバー
声：杉山佳寿子
四天王の紅一点。可愛い顔に似合わずずる賢い。武器である浮遊しているビットから発射されるビームは、敵に命中するとアイテムをばら撒かせる効果がある。説明書などでのイラストでピースをするような可愛らしい一面がある反面、PS版『ボンバーマン』のオープニングではボンバーチュンを黒焦げにしている。
ボンバーバズーカ
声：杉山佳寿子（『スパボン4』、『ボンバーマン (PS)』ゲーム中）、龍田直樹（『ボンバーマン (PS)』オープニングデモ）
常に冷静な四天王のリーダー格。右目がレンズのようになっている。全身を一回転させた後、右腕のバズーカ砲から放射する火炎で相手を焼き尽くす。PS版『ボンバーマン』のオープニングではボンバーマン（白ボン）を袋小路に追い詰めている。
ボンバーグレート
声：杉山佳寿子
四天王を率いるエリートで、ボンバーマン暗殺部隊の指揮官。残忍で冷酷な性格。一定時間だけ一切の攻撃を受け付けない無敵状態になれる。

### その他の敵
バロム
- 登場作品：『ボンバーマン(FC)』、『ボンバーマン(PCE)』、『93』、『ぱにボンシリーズ（PSPを除く）』、『サターンボンバーマン』、『クエスト』、『ボンバーマン(PS)』、『MAXシリーズ』、『ストーリー』、『ジェネレーション[注 38]』、『ランドシリーズ』、『ボンバーマン64』、『ボンバーマン(DS)』、『ポータブル』、『ボンバーマンビクトリー』、『道場』、『チェインズ』

ボンバーマンシリーズ最古参の雑魚キャラ。体の特徴は橙色の風船で顔がある。ライフが1で倒しやすい。『スーパーボンバーマン ぱにボンW』では砂糖水が好きで、『とびだせ!ぱにボン』では塩水が嫌い。喋り方は丁寧で、「ぱにボン」では語尾に「ぷ」をつける。『MAXシリーズ』、『ストーリー』には敵キャラクターとして登場する他、初代ボンバーマンのボーナスステージをオマージュしたミニゲーム「バロムダラケ」にも登場する。
『カートDX』ではバロムス、メタルバロム、ゴールドバロム、キングメタルバロムのバロムの色違いが登場する。
『ボンバーマン(FC)』を始め、バロムが登場する一部の作品では以下の敵キャラクターも登場する。
- オニール
  - 青色でタマネギのような体形をした敵。『ぱにボンW』では東京タワーが好きとされている。

- ダル
  - 赤い樽のような形の敵。

- ミンボー
  - 円盤のような敵。

- コンドリア
  - 青いスライム状の敵。

- オバピー
  - 赤いお化けのような姿の敵。

- パース
  - トラの顔のような姿の敵。『ぱにボンW』ではシューティングゲームが好きとされている。

- ポンタン
  - 常に回転しながら高速で移動する、コイン状の敵。

デビルボンバー
- 登場作品：『GB3』、『ヒーロー』

プロフェッサーバグラーに生み出されたボンバーマンの一人。一人称は「オレ」。
『ボンバーマンGB3』では、強さゆえの身勝手な行動から、生みの親であるバグラーの怒りに触れて、ボンバー星雲第11惑星「オワン」の地下の奥深くに封印され幽閉の身になっていたが、オワンの地殻変動による復活を機に、悪の帝王として君臨しようとした。
『ボンバーマンヒーロー』では、ボンバー星雲のいたるところに異次元ボムを仕掛けた張本人であり、ガシック星のボスとして登場する。異次元ボムを全て取り除いた場合、再び敗れたバグラーの姿を確認するとついにガシック星と共に姿を現す。素早く動き回りながらの広い空間を活かした攻撃が得意。

### ボンバーマンランドシリーズ
巨大テーマパークを舞台としており、上記までの作品群とは異なるシリーズ。

#### ボンバーマンカート以降
しろボン（ボンバーマン）
声 - 梶原くみ（『カートDX』、『バトルズ』、『ボンバーマン（DS）』、『ランド3』）
ランドシリーズの主人公である元気いっぱいな男の子。プレイヤーの操作キャラクター。
くろボン
しろボンの親友であり、永遠のライバルでもある少年。目つきが少々鋭く、首に赤いスカーフを巻いている。語尾が必ずカタカナになる。
あかボン
赤ちゃんのボンバーマンとして登場。『ランド1』に登場したある夫婦の子供という設定がある。
あおボン
ゴールド軍団の一員として登場。率直なつっこみを入れてくる辛口な男の子。スポーツが好きで、スポーツの事が話題に上がるとテンションが上がる。
みどりボン
ゴールド軍団の一員として登場。頭がいいけどどこか抜けている眼鏡の男の子。頭脳を使ったゲームを好む。『Touch!』ではハッカーとしての技術がある。『タッチ!ボンバーマンランド スターボンバーのミラクル★ワールド』では「ボンバーマンの歴史」と呼ばれる本を読んだことがあり、昔の文字を解読することができる。
ゴールドボンバー
いばりんぼな金持ちのお坊ちゃん。ゴールド軍団のリーダーで、あおボンとみどりボンを従えている。怒りっぽいが仲間想いでもある。語尾に「〜なのだ」と付ける。負けず嫌い。暗いところが苦手。『タッチ!ボンバーマンランド スターボンバーのミラクル★ワールド』にて父親が金持ちでミラクルテーマパーク「ボムボムキングダム」の株を大量に持っていたため、父親から貸し切り招待券を貰いプリティボンバーと共にバカンスを楽しもうかと思ったが、白ボンや他の者達がゴールドボンバーのカレンダーの赤丸を見て父親から誘われて貸し切り招待券を貰ってしまいゴールドボンバーの目論見は崩れたが、「ボムボムキングダム」を秘密基地にしようとする。
プリティボンバー
略称プリボン。「みんなのアイドルだけど少しわがままなお姉さん」というキャラ付けがなされ、イケメン目当てで遊園地を回ることが多い。
エンチョウ
『ランド1』にも登場した、ボンバーマンランドの園長。
レーサーボンバー
女の子の憧れの的である、レーサー志望のクールな少年。しろボンたちより少し年上のような風格がある。
ミニボン
ボンバーマンランドのスター。名前の通り体形が小さい。『ポータブル』では記憶を失ったしろボンと協力して記憶を失った他のボンバーマン達を救う。
『タッチ!ボンバーマンランド スターボンバーのミラクル★ワールド』では冒険家として登場。
チャーリー
プリティボンバーの執事である緑色のボンバーマン。執事以外にもジェット機の操縦を使いこなす。

#### ダーク軍団
ダークボンバーを筆頭としたランドで必ず事件を起す集団。ヒゲヒゲ団の戦闘員（しかも喋る）や、バロム、パースと言ったモンスターを手下にしている。ボンバーマンランドで必ず登場するが、ランド以外の遊園地では登場しない。
ダークボンバー
ランドシリーズで必ず問題を起こしている、ハチのようなコスプレをした謎の少年。普段の性格は陽気だが、戦闘時にバトルスーツを着て大型のハチに変身すると、紳士的で落ち着いた性格になる。負けても負けを認めないし、事件を起しても反省しない。電撃を放ち、モンスターを召喚するなど、多彩な攻撃を持っている。バグラーよりも若いながら、人の精神を利用したり、乱したりしてしまう能力を持つため、第2のバグラーと噂されている。白ボンに倒されてからは仲間と共にランド内でバイトをしていた。
『ボンバーマンランド2』のランドアドベンチャーではダークな音楽を流す蓄音機を使いランド内の客（外に居る者限定）を洗脳して、ランド内の乗り物を破壊させる。しかも植物を枯らしたり水を汚染する事ができる。ただし、蓄音機は1つのゾーンののみしか使えない。また、ランドの雰囲気が暗く、洗脳された者はそれを「楽しい」と言っている。しかも、洗脳された者の笑い方は変。洗脳された者は白ボンのような白い物を嫌っている。なお、洗脳された者の中に「ボンバーランド」を「ダークボンバーランド」と呼んでいる者がいた。プリティボンバーをさらいイルカ島で結婚式をあげようとした。周りから恐れられているが、『ランドシリーズ』主要人物から馬鹿にされたりダークボンバーの結婚相手にされたプリティボンバーから自身よりも何百倍も我侭であるため嫌われている。
『ボンバーマンカートDX』ではバグラーとともにトアル村を困らせている。

##### 四天王
ダークボンバーの部下4人。『ランド2』のランドアドベンチャーでは白ボンに負けた後、白ボンを恐れていた。
ダークローズ
ダークボンバー率いるダーク軍団の薔薇の妖精のような姿の謎の人物。性格はきついが、優しい。ボンバーマンと同じラインに出くわすと、葉っぱのようなカッターを飛ばして攻撃してくる。
『ボンバーマンランド2』のランドアドベンチャーではグリーンゾーンで蓄音機を流していた。
ダークウィッチ
言葉遣いが丁寧で、穏やかな性格。水晶玉に乗って移動しているダーク軍団の魔女。自分の周りから敵キャラを召喚する。
『ボンバーマンランド2』のランドアドベンチャーではレッドゾーンで蓄音機を流していた。プリティボンバーのボムパッドを使って白ボンを誘い戦いを挑む。
ダークピース
ダーク軍団の謎の人物。人付き合いは苦手らしく、しゃべり方がぎこちないが、ダークボンバーへの忠誠心は確かなもの。『ランド1』のアイテム「ボムダッシュ」と同じように突進攻撃をしてくる。
『ボンバーマンランド2』のランドアドベンチャーではイエローゾーンで蓄音機で人々を洗脳していた。
ダークドール
ダークボンバーに命を与えられたピエロ型の人形。ダーク軍団の一員。陽気で親切な性格。動きが素早いうえ、爆弾で囲んでも分身して逃げてしまうことがある。
『ボンバーマンランド2』のランドアドベンチャーではブルーゾーンで蓄音機を流していた。仕事を減らすため偽者を使っていた。

##### その他の敵（チャチャ・バグラー・ヒゲヒゲ団）
チャチャ（ランド2）
もともとは、どこかの子供に捨てられたボンバーマンの形をしたおもちゃ。ダークボンバーにより生命を与えられ、自身の目的である世界中の子供達をダークな心にする事を実行する。人々に対する恨みを不特定多数にぶつけるという、やや凶悪な性格だが優しい性格を持っていた。ダークボンバーの事件の後、チャチャの要望でボンバーマンランドにトーイゾーンが造られる。戦う時は野球ボール、サッカーボール、ラグビーボールといったボールを投げてくる。また、『ランド2』に登場するおもちゃの兵隊はチャチャ同様に子供に捨てられたおもちゃ達で、これらもダークボンバーによって生命を与えられた。
バグラー
悪の天才科学者。人々の困った顔やおびえた顔を見ることを喜びとしている。『ボンバーマンカートDX』ではヒゲヒゲ団（ムジョー・メカード）とダーク軍団と手を組み、悪事を働いて誰が一番トアル村を困らせることができるか競い合うパーティを主宰していた。白ボンの実力に興味を抱いており、白ボンと戦うためムサボン（むさしのあつしをモデルにしたボンバーマン）をさらったり、白ボンを部下にしようと勧誘したり、悪の力を植え付けようと発言する描写もある。アトラクション「ボンガン」「トロッコ爆弾」では的として登場する。
ムジョー
ヒゲヒゲ団の総帥。
Dr.メカード
ヒゲヒゲ団に所属する悪の天才科学者。
ヒゲヒゲ戦闘員
ヒゲヒゲ団の戦闘員。『ランド』、『ボンバーマン64』、『ランド2』『ボンバーマンカートDX』、『ランドポータブル』に登場する。『ボンバーマンカートDX』ではボヨヨン戦闘員、マイン戦闘員、ライン戦闘員、ヒュージ戦闘員の戦闘員強化体も登場する。

## シリーズ
2012年2月29日まではハドソンが発売元であるが、それ以降は同社を吸収合併したKDEが発売元となっている（ただし、2013年12月31日まではハドソンブランドに属する）。 

### 家庭用ゲーム機向け[注 41]タイトル

#### ハドソンの家庭用ゲーム機向けタイトル
| タイトル                                                    | 発売日                                   | ハード                                   | 英題                                                           |
| ----------------------------------------------------------- | ---------------------------------------- | ---------------------------------------- | -------------------------------------------------------------- |
| ボンバーマン                                                | 1985年12月20日                           | ファミリーコンピュータ                   | Bomber Man                                                     |
| ボンバーキング                                              | 1987年8月7日                             | ファミリーコンピュータ                   | Robo Warrior Bomber King                                       |
| ボンバーボーイ                                              | 1990年8月31日                            | ゲームボーイ                             | Atomic Punk Bomber Boy                                         |
| ボンバーマン                                                | 1990年12月7日                            | PCエンジン                               | Bomberman                                                      |
| ボンバーマンII                                              | 1991年6月28日                            | ファミリーコンピュータ                   | Bomberman II                                                   |
| ボンバーマン'93                                             | 1992年12月11日                           | PCエンジン                               | Bomberman '93                                                  |
| スーパーボンバーマン                                        | 1993年4月28日                            | スーパーファミコン                       | Super Bomberman                                                |
| ボンバーマン'94                                             | 1993年12月10日                           | PCエンジン                               | Bomberman '94                                                  |
| スーパーボンバーマン2                                       | 1994年4月28日                            | スーパーファミコン                       | Super Bomberman 2                                              |
| ボンバーマンGB                                              | 1994年8月10日                            | ゲームボーイ                             | Wario Blast: Featuring Bomberman! Bomberman GB                 |
| ボンバーマン ぱにっくボンバー                               | 1994年12月22日                           | PCエンジン SUPER CD-ROM2                 | Bomberman Panic Bomber                                         |
| スーパーボンバーマン ぱにっくボンバーW                      | 1995年3月1日                             | スーパーファミコン                       | Super Bomberman Panic Bomber W                                 |
| スーパーボンバーマン3                                       | 1995年4月28日                            | スーパーファミコン                       | Super Bomberman 3                                              |
| とびだせ!ぱにボン                                           | 1995年7月21日                            | バーチャルボーイ                         | Bomberman Panic Bomber                                         |
| ボンバーマンGB2                                             | 1995年8月10日                            | ゲームボーイ                             | Bomberman GB Bomberman GB2                                     |
| スーパーボンバーマン4                                       | 1996年4月26日                            | スーパーファミコン                       | Super Bomberman 4                                              |
| サターンボンバーマン                                        | 1996年7月19日                            | セガサターン                             | Saturn Bomberman                                               |
| ボンバーマンコレクション                                    | 1996年7月21日                            | ゲームボーイ                             | Bomberman Collection                                           |
| サターンボンバーマン XBAND                                  | 1996年9月27日                            | セガサターン                             | Saturn Bomberman XBAND                                         |
| ボンバーマンGB3                                             | 1996年12月20日                           | ゲームボーイ                             | Bomberman GB3                                                  |
| ボンバーマンビーダマン                                      | 1996年12月20日                           | スーパーファミコン                       | Bomberman B-daman                                              |
| スーパーボンバーマン5                                       | 1997年2月28日                            | スーパーファミコン                       | Super Bomberman 5                                              |
| 爆ボンバーマン                                              | 1997年9月26日                            | NINTENDO 64                              | Bomberman 64 Baku Bomberman                                    |
| サターンボンバーマンファイト!!                              | 1997年12月11日                           | セガサターン                             | Saturn Bomberman Fight!!                                       |
| ポケットボンバーマン                                        | 1997年12月12日                           | ゲームボーイ                             | Pocket Bomberman                                               |
| ボンバーマンワールド                                        | 1998年1月29日                            | PlayStation                              | Bomberman World                                                |
| ボンバーマンウォーズ                                        | 1998年4月16日                            | PlayStation セガサターン                 | Bomberman Wars                                                 |
| ボンバーマンヒーロー ミリアン王女を救え!                    | 1998年4月30日                            | NINTENDO64                               | Bomberman Hero                                                 |
| ボンバーマン ファンタジーレース                             | 1998年8月6日                             | PlayStation                              | Bomberman Fantasy Race                                         |
| ボンバーマン                                                | 1998年12月10日                           | PlayStation                              | Bomberman Party Edition Bomberman                              |
| ボンバーマンクエスト                                        | 1998年12月24日                           | ゲームボーイカラー ゲームボーイ （共通） | Bomberman Quest                                                |
| 爆ボンバーマン2                                             | 1999年12月3日                            | NINTENDO64                               | Bomberman 64 The Second Attack! Baku Bomberman 2               |
| ボンバーマンMAX 光の勇者                                    | 1999年12月17日                           | ゲームボーイカラー                       | Bomberman Max Blue Champion                                    |
| ボンバーマンMAX 闇の戦士                                    | 1999年12月17日                           | ゲームボーイカラー                       | Bomberman Max Red Challenger                                   |
| ボンバーマンランド                                          | 2000年12月21日                           | PlayStation                              | Bomberman Land                                                 |
| ボンバーマンストーリー                                      | 2001年4月27日                            | ゲームボーイアドバンス                   | Bomberman Tournament Bomberman Story                           |
| ボンバーマン64                                              | 2001年12月20日                           | NINTENDO64                               | Bomberman 64                                                   |
| ボンバーマンカート                                          | 2001年12月20日                           | PlayStation 2                            | Bomberman Kart                                                 |
| ボンバーマンMAX2 ボンバーマンバージョン                     | 2002年2月7日                             | ゲームボーイアドバンス                   | Bomberman Max 2 Blue Advance Bomberman Max 2 Bomberman Version |
| ボンバーマンMAX2 MAXバージョン                              | 2002年2月7日                             | ゲームボーイアドバンス                   | Bomberman Max 2 Red Advance Bomberman Max 2 Max Version        |
| ボンバーマンジェネレーション                                | 2002年6月27日                            | ニンテンドー ゲームキューブ              | Bomberman Generation                                           |
| ボンバーマンジェッターズ〜伝説のボンバーマン〜              | 2002年10月24日                           | ゲームボーイアドバンス                   | Bomberman Jetters: The Legendary Bomberman                     |
| ボンバーマンジェッターズ                                    | 2002年12月19日                           | ニンテンドーゲームキューブ PlayStation 2 | Bomberman Jetters                                              |
| ボンバーマンランド2 ゲーム史上最大のテーマパーク            | 2003年7月17日（PS2） 2003年7月31日（GC） | PlayStation 2 ニンテンドーゲームキューブ | Bomberman Land 2                                               |
| ボンバーマンジェッターズ ゲームコレクション                 | 2003年10月16日                           | ゲームボーイアドバンス                   | Bomberman Jetters Game Collection                              |
| ネットでボンバーマン                                        | 2004年2月19日                            | PlayStation 2                            | Net de Bomberman                                               |
| ボンバーマンランドシリーズ ボンバーマンカートDX             | 2004年4月15日                            | PlayStation 2                            | Bomberman Kart DX                                              |
| ボンバーマンバトルズ                                        | 2004年10月7日                            | PlayStation 2                            | Bomberman Hardball Bomberman Battles                           |
| ボンバーマン                                                | 2005年5月19日                            | ニンテンドーDS                           | Bomberman                                                      |
| ボンバーマン ぱにっくボンバー                               | 2005年6月23日                            | PlayStation Portable                     | Bomberman Panic Bomber                                         |
| ボンバーマンランド3                                         | 2005年8月4日                             | PlayStation 2                            | Bomberman Land 3                                               |
| ハドソンベストコレクションVol.1 ボンバーマンコレクション    | 2005年12月22日                           | ゲームボーイアドバンス                   | Hudson Best Collection Vol.1 Bomberman Collection              |
| Touch!ボンバーマンランド                                    | 2006年7月20日                            | ニンテンドーDS                           | Bomberman Land Touch! Touch! Bomberman Land                    |
| ボンバーマンポータブル                                      | 2006年7月20日                            | PlayStation Portable                     | Bomberman Bomberman Portable                                   |
| BOMBERMAN Act:Zero                                          | 2006年7月20日                            | Xbox 360                                 | Bomberman Act:Zero                                             |
| ボンバーマンランド Wii                                      | 2007年3月8日                             | Wii                                      | Bomberman Land Bomberman Land Wii                              |
| ボンバーマンストーリーDS                                    | 2007年3月21日                            | ニンテンドーDS                           | Bomberman Story DS                                             |
| ボンバーマンランドポータブル                                | 2007年3月21日                            | PlayStation Portable                     | Bomberman Land Bomberman Land Portable                         |
| ボンバーマン ライブ                                         | 2007年7月18日                            | Xbox 360                                 | Bomberman Live                                                 |
| タッチ!ボンバーマンランド スターボンバーのミラクル★ワールド | 2007年7月19日                            | ニンテンドーDS                           | Bomberman Land Touch! 2                                        |
| ボンバーマン                                                | 2008年9月25日                            | Wii                                      | Bomberman                                                      |
| Wi-Fi8人バトル ボンバーマン                                 | 2008年9月30日                            | Wii                                      | Bomberman Blast                                                |
| カスタムバトラー ボンバーマン                               | 2008年12月4日                            | ニンテンドーDS                           | Bomberman 2 Custom Battler Bomberman                           |
| ボンバーマンウルトラ                                        | 2009年6月18日                            | PlayStation 3                            | Bomberman Ultra                                                |
| いつでもボンバーマン                                        | 2009年10月7日                            | ニンテンドーDS                           | Bomberman Blitz                                                |
| Bomberman LIVE: Battlefest                                  | 2009年12月8日                            | Xbox 360                                 | Bomberman LIVE: Battlefest                                     |

#### 2014年1月1日以降の家庭用ゲーム機向けタイトル（ハドソンブランド[58]外）
| タイトル                | 発売日        | ハード                                                                   | 英題               |
| ----------------------- | ------------- | ------------------------------------------------------------------------ | ------------------ |
| スーパーボンバーマン R  | 2017年3月3日  | Nintendo Switch PlayStation 4 Xbox One Steam                             | Super Bomberman R  |
| スーパーボンバーマン R2 | 2023年9月14日 | Nintendo Switch PlayStation 4 PlayStation 5 Xbox One Xbox Series X Steam | Super Bomberman R2 |

### ハイテンボンバーマン
| タイトル            | 発売日 | 英題             |
| ------------------- | ------ | ---------------- |
| HI-TEN ボンバーマン | 1993年 | Hi-Ten Bomberman |
| HI-TEN キャラBOM    | 1994年 | Hi-Ten Chara BOM |

『HI-TEN ボンバーマン』は、ハドソンのイベント用にPCエンジン（白）2台を繋ぎ制作された専用ハードを使用し、10人対戦を可能としたスペシャルバージョンともいえるゲームソフトである。当時としては破格の多人数プレイを実現するため、世界で初めてハイビジョン規格で制作されたテレビゲームとされる。
開発は札幌芸術の森アートビレッジ内にあった「ハドソン中央研究所」で行われた。
1993年に郵政省主催の「ハイビジョン・アウォード'93」において選定委員長賞を受賞した。
1995年3月22日、渋谷のNHK放送センター内の展示プラザがリニューアルされ新たにオープンした。そのスタジオパークの中の"メディアとあそぼ"のコーナーでは55インチのハイビジョンテレビの前に10人分のPCエンジン用コントローラーといった常設スペースが壮観な光景を持った。入場料金は(大人/200円)(中高生/150円)(小学生以下/無料)"メディアとあそぼ"のコーナーがスタジオパーク内に何室あるのかは不明。
その後、しばらくの間はNHKホールに展示してあったようだが経年と共に撤去・廃棄されてしまった模様。さらにKDEによるハドソンの吸収合併などの影響もあってか、現物は長らく行方知れずとなっている。2019年にさる筋から高橋名人がゲーム（プログラミングデータ）を記録していると思しきCD-Rを入手したが、後にそれはオーディオCDだったことが判明した。
翌年登場した『HI-TEN キャラBOM』では、前作の要素に加え、「ゴールデンボンバー、ホワイトボンバーマン、ブラックボンバーマン、桃太郎、夜叉姫、キングボンビー、戦国卍丸、カブキ団十郎、原人、ミロン（『ドレミファンタジー』のデザイン）」といった様々なハドソンのゲームキャラクターが操作キャラクターとして登場し、お邪魔キャラクターとしてハニー（『スパボン2』等のテレビCMでハニーと呼ばれていた、カチューシャを付けたキャラクター）が登場するのが特徴。「1995ハドソンゲーム音楽全集」にバトルBGMが収録されている。

### PC向け[注 47]タイトル
ボンバーマンシリーズの元となった爆弾男のシリーズは、「関連項目」に掲載。

### ハドソンのPC向けタイトル
| タイトル                      | 発売日         | 規格・OS                                      | 英題                       |
| ----------------------------- | -------------- | --------------------------------------------- | -------------------------- |
| ボンバーマンスペシャル        | 1986年         | MSX                                           | Bomberman Special          |
| ボンバーマンコレクションVOL.1 | 2002年12月19日 | Windows 98 Windows 2000 Windows Me Windows XP | Bomberman Collection Vol.1 |
| ボンバーマンコレクションVOL.2 | 2004年4月15日  | Windows 98 Windows 2000 Windows Me Windows XP | Bomberman Collection Vol.2 |
| ボンバーマンオンライン        | 2006年1月25日  |                                               | Bomberman Online           |
| ボンバーマンオンラインJapan   | 2006年1月25日  |                                               | Bomberman Online Japan     |

#### 2014年1月1日以降のPC向けタイトル（ハドソンブランド[58]外）
| タイトル                          | 発売日                                     | 規格・OS                                                   | 英題                     |
| --------------------------------- | ------------------------------------------ | ---------------------------------------------------------- | ------------------------ |
| スーパーボンバーマン R オンライン | 2020年9月1日 (Google Stadia) 2021年5月27日 | Google Stadia Nintendo Switch PlayStation 4 Xbox One Steam | SUPER BOMBERMAN R ONLINE |

### アーケードタイトル
「ボンバーマン」及び「ボンバーマンワールド」は、ハドソンの許諾を得たアイレムより稼働。
| タイトル                      | 発売日       | 英題                   |
| ----------------------------- | ------------ | ---------------------- |
| ボンバーマン                  | 1991年       | Dynablaster Bomberman  |
| ボンバーマンワールド          | 1992年       | Bomberman World        |
| ボンバーマン ぱにっくボンバー | 1994年       | Bomberman Panic Bomber |
| ネオ・ボンバーマン            | 1997年5月1日 | Neo Bomberman          |

### スマートフォン向けタイトル

#### ハドソン・ハドソンブランド[58]のスマートフォン向けタイトル
| タイトル                                       | 発売日         | 英題                                       |
| ---------------------------------------------- | -------------- | ------------------------------------------ |
| ボンバーマン                                   | 2007年12月19日 | Bomberman                                  |
| ボンバーマン TOUCH -The Legend of Mystic Bomb- | 2008年7月11日  | Bomberman Touch: The Legend of Mystic Bomb |
| ボンバーマン TOUCH 2 ボルケーノ・パーティ      | 2009年6月18日  | Bomberman Touch 2: Volcano Party           |
| ボンバーマン道場                               | 2009年11月2日  | Bomberman Dojo                             |
| ボンバーマン・チェインズ                       | 2011年2月10日  | Bomberman Chains                           |
| 100人大戦ボンバーマン                          | 2012年3月28日  | -                                          |

#### 2014年1月1日以降のスマートフォン向けタイトル（ハドソンブランド[58]外）
| タイトル                  | 発売日        | 英題              |
| ------------------------- | ------------- | ----------------- |
| ボンバーマン              | 2014年11月5日 | Bomberman         |
| 対戦!ボンバーマン         | 2016年1月26日 | VS Bomberman      |
| アメージング ボンバーマン | 2022年8月5日  | Amazing Bomberman |

### 携帯電話向けタイトル

#### ハドソン・ハドソンブランド[58]の携帯電話向けタイトル
（参考：）
この他にもシリーズタイトルは存在する。
| タイトル                              | 発売日         | 英題                           |
| ------------------------------------- | -------------- | ------------------------------ |
| ボンバーマン                          | 2001年7月12日  | Bomberman                      |
| ボンバーマンパズル                    | 2001年9月3日   | Bomberman Puzzle               |
| ボンバーマンDX                        | 2001年11月12日 | Bomberman DX                   |
| ボンバーマンジェッターズ              | 2003年4月7日   | Bomberman Jetters              |
| Superボンバーマン                     | 2003年12月1日  | Super Bomberman                |
| ボンバーマン3D                        | 2004年12月3日  | Bomberman 3D                   |
| ボンバーマンRPG                       | 2005年10月11日 | Bomberman RPG                  |
| SuperボンバーマンG                    | 2006年2月13日  | Super Bomberman G              |
| BOMBERMAN Act:Zero MOBILE Type        | 2006年11月24日 | Bomberman Act:Zero Mobile Type |
| ボンバーマン3Dカート                  | 2007年6月1日   | Bomberman 3D Kart              |
| ガチャピン☆ボンバーマン               | 2007年8月6日   | Gachapin☆Bomberman             |
| ボンバーマン3D WIDE                   | 2007年10月1日  | Bomberman 3D Wide              |
| ボンバーマン3D アイランド             | 2008年1月31日  | Bomberman 3D Island            |
| ボンバーマン'08                       | 2008年9月8日   | Bomberman '08                  |
| ヤッターマン×ボンバーマン             | 2008年11月27日 | Yatterman×Bomberman            |
| ローズオニールキューピー☆ボンバーマン | 2009年1月29日  | Rose O'Neill Kewpie☆Bomberman  |
| ボンバーマンNext ご当地関東編         | 不明           | -                              |
| パズループ☆ボンバー                   | 不明           | Puzzloop☆Bomber                |
| 対戦☆ボンバーマンCross                | 不明           | -                              |
| 対戦☆ボンバーマン24+                  | 不明           | -                              |
| ぱにっくボンバー                      | 不明           | Panic Bomber                   |
| 対戦☆ぱにっくボンバー+                | 不明           | -                              |
| 対戦☆ボンバーマンGEEK                 | 不明           | -                              |
| ボンバーマンカート Special            | 不明           | Bomberman Kart Special         |
| ボンバーマン復刻版                    | 不明           | -                              |

### 液晶ゲーム
- 1997年
  - ボンバーマン
    - バンダイから発売されたキーチェーンタイプの携帯ゲームで、「マメゲーム」シリーズの1つ。液晶パネルを二枚重ねた仕様であり、本家のゲーム性を出来る限り再現している。

### 日本国外のみの発売
- 1994年
  - Mega Bomberman
    - メガドライブ/ジェネシス向けに発売されたタイトル。日本国内で発売された『ボンバーマン'94』の海外移植版であるが、ゲームハードの違いによる変更点や乖離した点が多いため、ここでは「日本国外のみの発売タイトル」として分類する。
- 1997年
  - Atomic Bomberman（PCゲーム）
    - 開発元、発売元ともにハドソンではない。
- 2001年
  - Bomberman Online（ドリームキャスト）
    - ハドソンが開発し、SEGA (USA)が発売。セガから発売された家庭用ゲーム機でリリースされた最後のボンバーマンシリーズ。
- 2004年
  - Bomberman（N-Gage）
    - この時期では少ない、ルーイが登場する作品。また本作以降のボンバーマンシリーズには水野祥司が携わった作品はほとんどなく、彼が本格的にキャラクターデザインに関わった事実上最後の作品と思われる（本作以降の作品で、水野により制作された過去作品のアートワークを流用した例[77]は存在する）。

### 発売中止タイトル
- バーチャルボンバーマン（バーチャルボーイ）
  - 1996年2月29日発売[78]のはずだったが、理由は不明のまま発売中止となった。
- ボンバーマンオンライン（ドリームキャスト）
  - 上記の『Bomberman Online』の日本版。
- ボンバーマン（仮称）（ニンテンドー3DS）
  - 2011年発売予定であった作品で、3Dアクション。世界観やキャラクターが一新されており、様々なミッションをクリアする「シングルモード」や最大4人（オンライン8人）での「バトルモード」の収録が予定されていた。

## アニメ
ボンバーマン 勇気をありがとう 私が耳になる
- ボンバーマン 勇気をありがとう 私が耳になる（1996年）

Bビーダマン爆外伝シリーズ
- Bビーダマン爆外伝（1998年）
- Bビーダマン爆外伝V（1999年）

ボンバーマンジェッターズ
- ボンバーマンジェッターズ（2002年）

ビーダマンシリーズ
- 爆球連発!!スーパービーダマン（1999年）

## 漫画
- スーパーボンバーマン (漫画) - 作者：むさしのあつし
- スーパーボンバーマン（学年誌版） - 作者：玉井たけし
- みなさ〜ん!ボンバーマンですヨ!! - 作者：佐藤元
- ボンバーマンリターンズ - 作者：福原君
- サターンボンバーマン - 作者：やましたたかひろ
- ボンバーマン爆裂学校大戦争 - 作者：カイマコト
- ば・ば・ば・ば爆熱ボンバーマン - 作者：ダイナミック太郎

## ビデオ
- DiGi mation 2 凡!BOMBERMAN（デジメーション 2 ボン!―）（1990年、製作：ハドソン、販売：ファンハウス）
  - 当時ボンバーマンファンを公言していた悪役商会の八名信夫が主役の親凡（白ボン）を演じている任侠ドラマ、一部PCエンジン版『ボンバーマン』のゲーム画面と実写を合成した演出を取り入れている。
- まるごと!!ボンバーマン ボンバーマンヒーロー紹介編（1998年、製作：ハドソン、TSUTAYAレンタル専用）

## ゲスト出演・コラボレーションなど

### ゲーム
- ポピュラス ザ・プロミストランド
  - キャラクターの一人として登場。
- スターパロジャー
  - 自機の一体として登場する他、ムービーシーンの登場人物、ボスキャラクターとしても登場する。
- パワーリーグ5
  - 観客として登場。
- 銀河お嬢様伝説ユナ
  - 惑星マリアーナで開かれる水着コンテストの審査員（審査結果発表役）として登場[79]。
- クイズキャラバン カルトQ
- バトルロードランナー
  - 黒ボンバーマンが敵キャラクターとして登場する。
- パワーゴルフ2 ゴルファー
  - ゲーム中のパチスロの絵柄として登場。
- スーパーパワーリーグ3
  - 隠し球場の観客として登場。
- 天外魔境ZERO
  - 「花丸町」にて縫いぐるみとして登場。
- 鮫亀（SFC）
- ドレミファンタジー ミロンのドキドキ大冒険
  - 「お菓子の世界」で登場。
- 天外魔境 第四の黙示録
  - 「NPC」のイラストのパターンにボンバーマンが内蔵されている。
- SAME GAME（GB）
- スーパービーダマン ファイティングフェニックス
  - ボンタイプ（ボンバーマン型）のビーダマンが登場する他、ステージ上のオブジェクトとしてボンバーマンが登場する。
- VIRUS
  - サターンボンバーマンの写真が登場。
- 爆球連発!!スーパービーダマン
  - ボンタイプ（ボンバーマン型）のビーダマンが登場する他、画面上のオブジェクトとしてボンバーマンが登場する。
- ラストレジオン UX
  - ロボット「ボンバロン」に乗り込んで登場する。
- ポケットファミリーGB
  - 次世代ワールドホビーフェアにてボンバーマンのデータを配布。
- ポケットファミリーGB2
  - 次世代ワールドホビーフェアにてボンバーマンMAXのデータを配布。
- ドリームミックスTV ワールドファイターズ（PS2、GC）
- ボボボーボ・ボーボボ 爆闘ハジケ大戦
  - 『初代ボンバーマン』をベースにキャラクターを漫画『ボボボーボ・ボーボボ』に差し替えたミニゲーム『ボボンバーマン』が収録されている[80]。
- パズルシリーズVol.1 ジグソーパズル
  - パズルの絵として登場。
- 絶対音感オトダマスター
  - 次世代ワールドホビーフェアにてオトダマとして配布。
- イラストロジックDS +カラフルロジック
  - 絵柄にボンバーマンが登場。
- テトリスパーティ/テトリスパーティプレミアム
  - 絵合わせブロックに登場。またDS版ではアバターとしても使用可能。
- はたらくヒト
  - ハドソン社内でゲームクリエイターとして指定されたキャラクターのドット絵を描くミニゲーム「ゲームクリエイター」にボンバーマンが登場する他、ゲーム中に購入できるアイテムとして「ボンバーマンTシャツ」が登場する。
- さめがめWii
- 高橋名人の冒険島Wii
  - アイテム「みそボン」として登場。
- 影の塔
  - 壁にファミコンのボンバーマンが描かれている場所がある。
- ブルーオアシス 〜魚の癒し空間〜（PS3）
  - ある条件を満たすとボンバーマンが水槽に登場。Wii版では登場しない。
- 数独と3つのパズル～ニコリのパズルバラエティ～
  - 「橋をかけろ」をプレイ中、上画面に登場する。
- TETRIS AXIS (北米版)
- 大乱闘スマッシュブラザーズ SPECIAL
  - 「アシストフィギュア」として登場している他、追加コンテンツのMiiファイターコスチュームとして「ボンバーマンのぼうし+ふく」が2020年10月14日より配信された[81]。
- メタルギア ソリッド デルタ： スネークイーター
  - PS5版、Steam版にはオリジナル版に存在した『サルゲッチュ』とのコラボレーションゲーム「猿蛇合戦」が復活収録されるが、唯一収録されないXSX/S版には代わりにボンバーマンと戦うミニゲーム「ボム蛇合戦」が新規に収録される。

### アニメ
- Bugってハニー
  - ファミリーコンピュータ版の「ボンバーマン」が登場。
- VIRUS
  - 第6話のAパートに登場。

### 商品
- Ain
  - ぺんてるのシャープペンシルの替え芯。ボンバーマンシリーズ及び『ボンバーマンMAX』をモチーフしたミニマスコットが付いてくるキャンペーンが行われていた[82]。
- でんすけすいか
  - 北海道上川郡当麻町で生産されているスイカ。2000年7月～8月15日にかけてタイアップしたキャンペーンが実施されていた[83][84]他、同年発売の『ボンバーマンランド』にもでんすけすいかが登場する。

### その他
- ハローキティ
  - 1993年にボンバーマンとハローキティがコラボレーション化し、「キティちゃんボンバー」が誕生した。なお、声は当時のものと同様、小山茉美が担当した。
- サッカーイタリア代表
  - 2002年に行われた2002 FIFAワールドカップの際に『ボンバーマンジェネレーション』とのタイアップキャンペーンや、ボンバーマンによるイタリア代表応援レポート[85]が行われた。